# ФК Про Дута
Про Дута е индонезийски футболен отбор. Основан през 1986 г. През 2009 – 2010 г. старши треньор на отбора е Костадин Ангелов. Основните цветове на отбора са червено и бяло.